# Das kleine Grosz Museum
Das kleine Grosz Museum ist ein Kunstmuseum in der Bülowstraße im Berliner Ortsteil Schöneberg. Es bietet eine Dauerausstellung zu Werken George Grosz’ sowie Sonderausstellungen mit Bezug zum Künstler an. Das Museum wird vom Verein „George Grosz in Berlin e.V.“ betrieben.

## Geschichte
Das Museum wurde am 14. Mai 2022 eröffnet. Das Gebäude ist eine zunächst zum Wohnhaus veränderte Tankstelle aus den 1950er Jahren. Es gehört dem Schweizer Galeristen Juerg Judin, der auch viele Werke aus seiner Privatsammlung für die Ausstellungen zur Verfügung stellte. Die Ausstellungen werden von Judin zusammen mit dem deutschen Kunsthistoriker Pay Matthis Karstens kuratiert.
Das Museum schließt zum 25. November 2024. Es wurden fünf Sonderausstellungen gezeigt:
• Gross vor Grosz – Die frühen Jahre, 13.05.2022 – 17.10.2022
• 1922 – George Grosz reist nach Sowjetrussland, 24.11.2022 – 01.05.2023
• George Grosz: The Stick Men, 25.05.2023 – 27.11.2023
• George Grosz. A PIECE OF MY WORLD IN A WORLD WITHOUT PEACE Die Collagen, 11. Januar – 03. Juni 2024
• Was sind das für Zeiten? – Grosz, Brecht & Piscator, 4. Juli – 25. November 2024
Kataloge
- Das kleine Grosz Museum (Hrsg.): Gross vor Grosz – Die frühen Jahre, Köln 2022, ISBN 978-3-7533-0200-3.
- Das kleine Grosz Museum (Hrsg.), 1922 – George Grosz reist nach Sowjetrussland, Köln 2022, ISBN 978-3-7533-0320-8
- Möckel, Birgit, von der Schulenburg, Rosa (Hrsg.); George Grosz – A Piece of My World in a World Without Peace – Die Collagen; Köln 2024, ISBN 978-3-7533-0531-8
- Das kleine Grosz Museum (Hrsg.): Was sind das für Zeiten? Grosz, Brecht und Piscator, Köln 2024, ISBN 978-3-7533-0671-1